# Galleta Lincoln

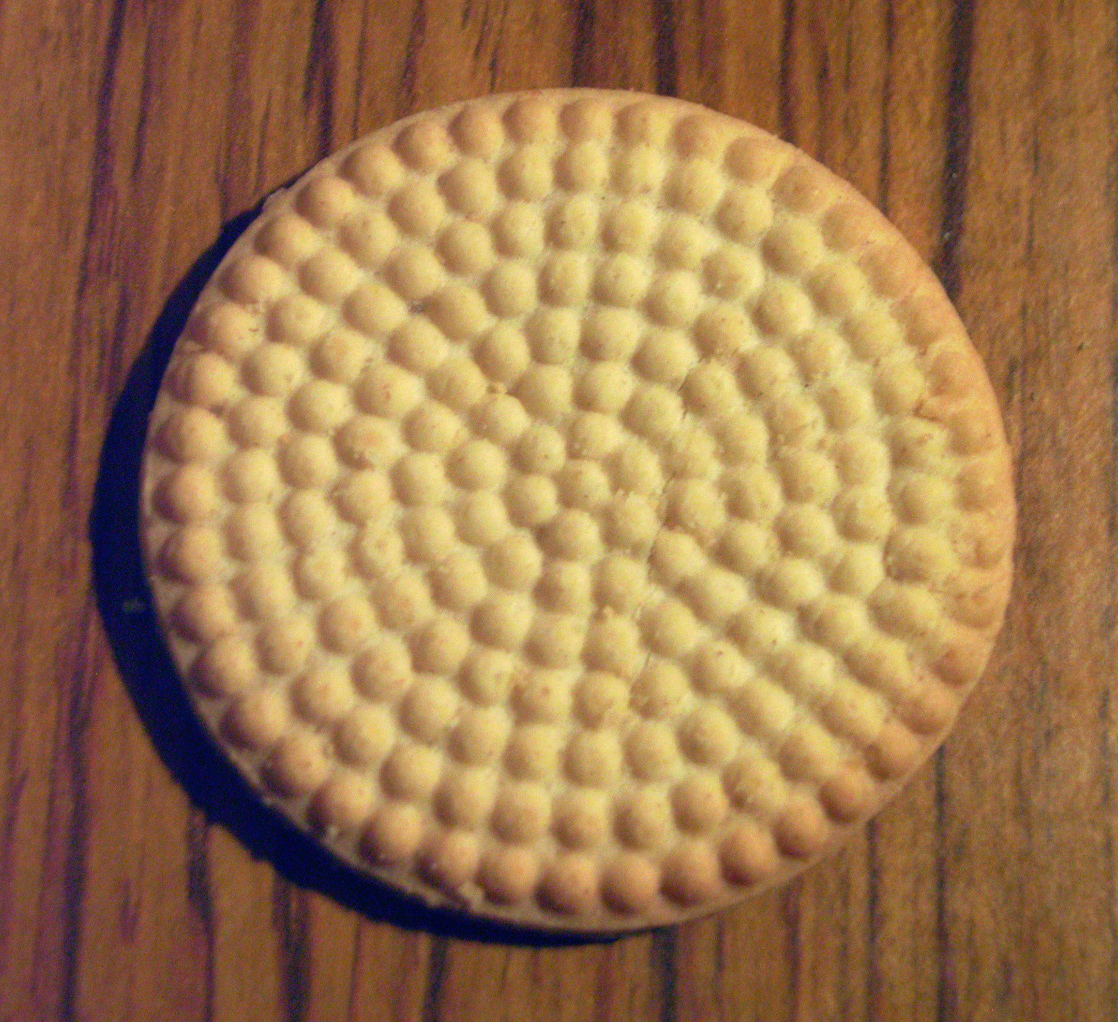
Una galleta Lincoln.

La galleta Lincoln es una galleta dura de tipo shortcake. Tiene un patrón de puntos en una cara que forma círculos concéntricos. La versión producida por McVitie's tenía la palabra «Lincoln» grabada en el centro. Recientemente ha sido difícil de encontrar, pero sigue apareciendo en libros de recetas. Siguen estando disponibles en supermercados irlandeses, y a pesar del declive en su consumo han sido objeto de estudio académico y análisis comercial.
En Argentina, Mondelez produce las Galletitas Lincoln, una variante cuadrada con el familiar patrón de puntos, bajo la marca Terrabusi, siendo ampliamente distribuida.